# Softmod
Softmod kallas det när man hackar viss hårdvara med hjälp av mjukvara. Ofta görs detta med syftet att spela piratkopierade spel på spelkonsoler. Det innebär också ofta utökade funktioner för konsolen, som att kunna spela spel man lagt på en intern hårddisk eller en extern USB-hårddisk. En annan funktion är ett utökat stöd för mediefiler, så man kan använda sin konsol att visa exempelvis DivX-filmer. Detta slog igenom rejält med första Xboxen där mediespelaren då hette XBMC Media Center.
Exempel på konsoler som kan softmoddas är Microsoft Xbox, Sony Playstation 2 och Nintendo Wii, men det finns fler.
Ett annat sätt att uppnå samma syfte är att chippa sin konsol.
Att softmodda sin konsol kan ske på olika sätt och sker ofta med hjälp av en så kallad exploit som är möjlig med utgiven programvara och en hackad sparfil på ett minneskort som möjliggör exekvering av en homebrew-applikation. På en Xbox måste man dock löda en brygga på två punkter på moderkortet för att möjliggöra skrivning till konsolens BIOS. Softmoddning är inte möjlig på de senaste versionerna av Xbox, alltså v1.6 och nyare.
En Wii och Playstation 2 behöver man inte ens öppna, utan det räcker med ett Secure Digital-kort för Wii, respektive ett minneskort för Playstation 2 och ett kompatibelt USB-minne.